# Tolmerus maximus
Tolmerus maximus là một loài ruồi trong họ Asilidae. Tolmerus maximus được Schiner miêu tả năm 1868. Loài này phân bố ở vùng Cổ Bắc giới.